# Froges
Froges és un municipi francès situat al departament de la Isèra i a la regió d'Alvèrnia-Roine-Alps. L'any 2007 tenia 3.486 habitants.

## Demografia

### Població
El 2007 la població de fet de Froges era de 3.486 persones. Hi havia 1.312 famílies de les quals 334 eren unipersonals (153 homes vivint sols i 181 dones vivint soles), 366 parelles sense fills, 491 parelles amb fills i 121 famílies monoparentals amb fills.
La població ha evolucionat segons el següent gràfic:
Habitants censats

### Habitatges
El 2007 hi havia 1.422 habitatges, 1.345 eren l'habitatge principal de la família, 19 eren segones residències i 58 estaven desocupats. 932 eren cases i 482 eren apartaments. Dels 1.345 habitatges principals, 910 estaven ocupats pels seus propietaris, 417 estaven llogats i ocupats pels llogaters i 18 estaven cedits a títol gratuït; 17 tenien una cambra, 104 en tenien dues, 260 en tenien tres, 431 en tenien quatre i 534 en tenien cinc o més. 1.012 habitatges disposaven pel capbaix d'una plaça de pàrquing. A 564 habitatges hi havia un automòbil i a 631 n'hi havia dos o més.

### Piràmide de població
La piràmide de població per edats i sexe el 2009 era:
| Homes | Edats   | Dones |
| ----- | ------- | ----- |
| 8     | 95 o +  | 28    |
| 0     | 90 a 94 | 8     |
| 20    | 85 a 89 | 16    |
| 8     | 80 a 84 | 48    |
| 56    | 75 a 79 | 60    |
| 52    | 70 a 74 | 80    |
| 72    | 65 a 69 | 72    |
| 52    | 60 a 64 | 52    |
| 52    | 55 a 59 | 64    |
| 124   | 50 a 54 | 80    |
| 80    | 45 a 49 | 88    |
| 132   | 40 a 44 | 124   |
| 128   | 35 a 39 | 124   |
| 136   | 30 a 34 | 148   |
| 88    | 25 a 29 | 88    |
| 64    | 20 a 24 | 68    |
| 88    | 15 a 19 | 104   |
| 108   | 10 a 14 | 68    |
| 172   | 5 a 9   | 124   |
| 128   | 0 a 4   | 92    |

## Economia
El 2007 la població en edat de treballar era de 2.204 persones, 1.684 eren actives i 520 eren inactives. De les 1.684 persones actives 1.567 estaven ocupades (791 homes i 776 dones) i 116 estaven aturades (73 homes i 43 dones). De les 520 persones inactives 163 estaven jubilades, 229 estaven estudiant i 128 estaven classificades com a «altres inactius».

### Ingressos
El 2009 a Froges hi havia 1.333 unitats fiscals que integraven 3.526,5 persones, la mediana anual d'ingressos fiscals per persona era de 19.525 €.

### Activitats econòmiques
Dels 121 establiments que hi havia el 2007, 3 eren d'empreses extractives, 1 d'una empresa alimentària, 11 d'empreses de fabricació d'altres productes industrials, 28 d'empreses de construcció, 29 d'empreses de comerç i reparació d'automòbils, 10 d'empreses de transport, 3 d'empreses d'hostatgeria i restauració, 4 d'empreses financeres, 4 d'empreses immobiliàries, 14 d'empreses de serveis, 10 d'entitats de l'administració pública i 4 d'empreses classificades com a «altres activitats de serveis».
Dels 41 establiments de servei als particulars que hi havia el 2009, 1 era una oficina de correu, 9 tallers de reparació d'automòbils i de material agrícola, 10 paletes, 2 guixaires pintors, 6 fusteries, 2 lampisteries, 4 electricistes, 2 empreses de construcció, 2 perruqueries, 1 veterinari, 1 restaurant i 1 agència immobiliària.
Dels 4 establiments comercials que hi havia el 2009, 1 era un supermercat, 2 fleques i 1 una floristeria.
L'any 2000 a Froges hi havia 4 explotacions agrícoles.

## Equipaments sanitaris i escolars
L'únic equipament sanitari que hi havia el 2009 era una farmàcia.
El 2009 hi havia 2 escoles maternals i 2 escoles elementals.

## Poblacions més properes
El següent diagrama mostra les poblacions més properes.